# Кирилл II (епископ Ростовский)
Епи́скоп Кири́лл (ум. 21 мая 1262) — епископ Ростовский и Ярославский (1230—1262).
Был игуменом Рождество-Богородицкого монастыря во Владимире.
Правил епархиею с 6 апреля 1230 (или 1231) года почти по день кончины. Во время нашествия монголо-татар он укрылся на Белоозере; возвращаясь оттуда он нашёл тело великого князя Юрия Всеволодовича, погибшего при Сити и похоронил его.
Продолжительная пастырская деятельность Кирилла в тяжелую эпоху первых лет монголо-татарского ига была очень плодотворна; он восстановил многие церкви; устроил быт духовенства, примирял неоднократно князей. Дважды в течение 1253 года ездил в Орду, к хану Беркаю, излечил его недужного сына, после чего ему был дан ярлык, по которому ежегодная дань с князей Ростовских и Ярославских должна была идти в «дом Пресвятой Богородицы», крестил монгольского царевича (Петра Ордынского). Оставил ряд сочинений: «О страхе Божием», «О небесных силах», «О злых дусех», «О мытарствах».
До прибытия во Владимир митрополита Кирилла, Кирилл ростовский в течение приблизительно десяти лет один управлял всеми епархиями Северо-Восточной Руси.
Умер 21 мая 1262 года в глубокой старости. Почитается Русской церковью как святой в лике святителей, память 23 мая (5 июня) в Соборе Ростово-Ярославских святых.